# Морли, Боб
Ро́берт А́льфред Мо́рли (англ. Robert Morley, род. 20 декабря 1984), более известный как Боб Мо́рли (англ. Bob Morley) — австралийский телевизионный актёр. Младший из четырёх детей в семье, его отец — ирландец, а мать — филиппинка. Морли получил известность благодаря роли Дрю Кертиса в австралийской мыльной опере «Дома и в пути», где снимался на постоянной основе с 2006 по 2008 год. Ушёл из этого сериала в 2008 году ради роли в прайм-тайм сериале «Полоса», который был закрыт после первого сезона. Вернулся к мыльным операм с ролью в сериале «Соседи», где появлялся на периодической основе с 2011 по 2013 год.
С 2014 по 2020 год Морли исполнял одну из главных ролей в американском сериале «Сотня».

## Личная жизнь
7 июня 2019 года Морли объявил о женитьбе на своей коллеге по телесериалу «Сотня», Элайзе Тейлор. 7 февраля 2022 года они объявили, что ожидают своего первенца. 18 марта 2022 года родился их сын, которого они назвали Генри.

## Фильмография
| Год         | Название на русском      | Название на английском | Роль          | Примечания                                            |
| ----------- | ------------------------ | ---------------------- | ------------- | ----------------------------------------------------- |
| 2006-2008   | Домой и в путь           | Home and Away          | Дрю Кертис    | Регулярная роль, 262 эпизода                          |
| 2008        | Хуже не бывает           | Scorched               | Брендан       | Телефильм                                             |
| 2008        | Полоса                   | The Strip              | Тони Моретти  | Регулярная роль, 13 эпизодов                          |
| 2010        | Морской патруль          | Sea Patrol             | Шон           | Эпизод: «Paradise Lost»                               |
| 2010        | Грузовик                 | Road Train             | Крейг         |                                                       |
| 2011-2013   | Соседи                   | Neighbours             | Айдан Фостер  | Периодическая роль, 62 эпизода                        |
| 2013        | Ослепляющий              | Blinder                | Ник           |                                                       |
| 2014 — 2020 | Сотня                    | The 100                | Беллами Блейк | Регулярная роль                                       |
| 2014        | Белый город              | The White City         | Эйви          |                                                       |
| 2016        | Победители и проигравшие | Winners & Losers       | Этан Куинн    | Эпизоды: «The Woman in the Mirror», «Cold Hard Bitch» |
| 2021        | Новобранец               | Rookie                 | Хаф Лайф      | Эпизод: «Threshold»                                   |
| 2021        | Люби меня                | Love me                | Питер         | сериал                                                |

## Награды и номинации
| Премия               | Категория                               | Год  | Фильм / Телесериал | Итог      |
| -------------------- | --------------------------------------- | ---- | ------------------ | --------- |
| «Logie Awards»       | Самый популярный молодой мужской талант | 2007 | Домой и в путь     | Номинация |
| «Teen Choice Awards» | Лучший актёр Фэнтези/Фантастики         | 2015 | 100                | Номинация |
| «Teen Choice Awards» | Выбор ТВ: Химия (с Элайзой Тейлор)      | 2016 | 100                | Номинация |
| «E! Online»          | Безумный альфа-самец                    | 2017 | 100                | Победа    |